# کتوز

فروکتوز، an example of a ketose. The ketone group is the double- bonded oxygen.

کتوز (انگلیسی: Ketose) یک مونوساکارید دارای یک گروه عاملی کتونی درکربن شماره ۲. دی‌هیدروکسی استون ساده‌ترین کتوز است. به افزایش سطح خونی کتون‌ها (کتوزیز) نیز گاه کتوز گفته می‌شود.

## انواع
انواع کتوزها مانند تریوزها، تتروزها، پنتوزها، هگزوزها و هپتوزها هستند.